# Dodge WC
O Dodge WC, um veículo de tracção 4x4 (excepto os WC-62 e WC-63 que eram 6x6) e de 3/4 Ton, produzido em diversas versões, que vulgarmente era apelidado de Jipão, dadas as semelhanças com o pequeno Willys mas maior dimensão.
Produzidos entre 1942 e o final da Segunda Guerra Mundial, estima-se que nas suas variadas versões tenham sido fabricados mais 260,000 unidades. Foi utilizado pelo US Army até à Guerra da Coreia.
As várias versões do Dodge WC incluíam veículos de comando, reconhecimento, comunicações (rádio e/ou telefone), ambulância, etc.

## Forças Armadas Portuguesas
A designação militar portuguesa para os WC é Dodge m/48. Este veículos foram usados em várias unidades do Exército, tendo visto serviço nas 3 frentes da Guerra Colonial.

## Forças Armadas Brasileiras
Os WC foram também utilizados pelo Exército Brasileiro, tanto internamente, como na Campanha de Itália.

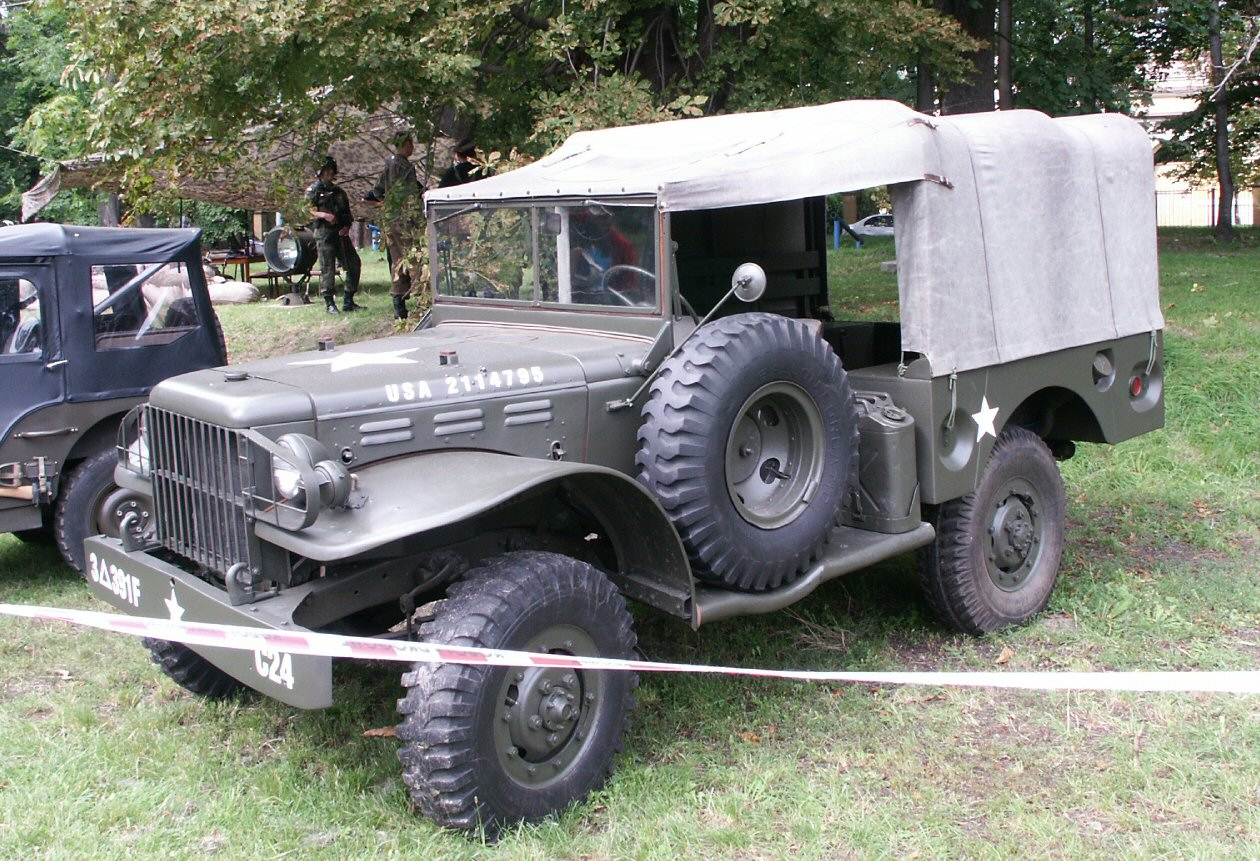

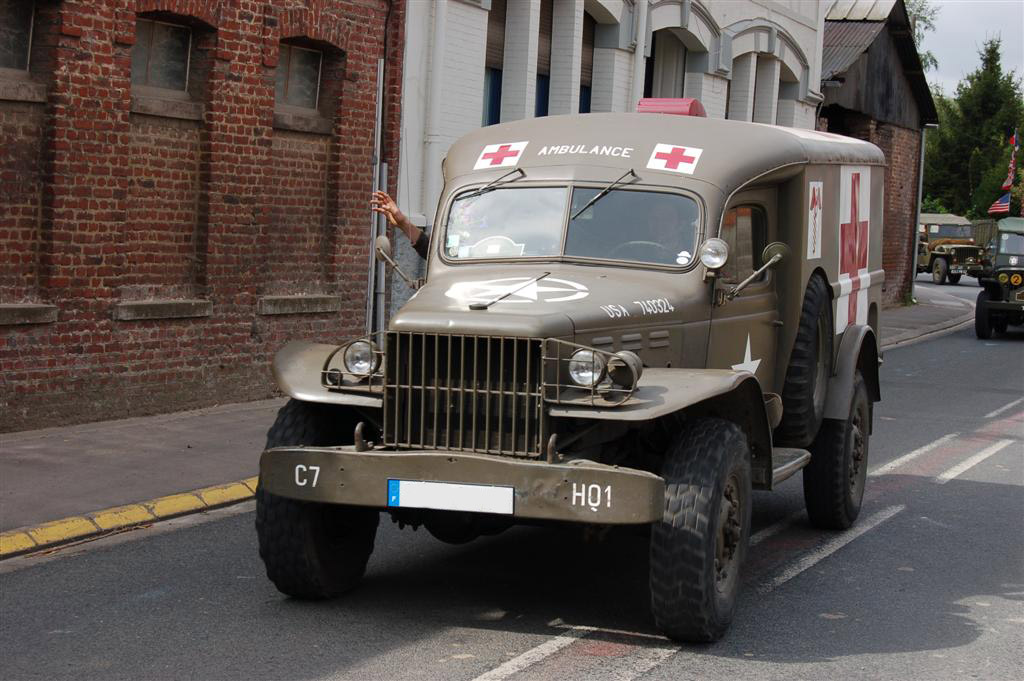
Ambulância militar americana Dodge WC54

## Versões
- Dodge WC-51;
- Dodge WC-53;
- Dodge WC-54;
- Dodge WC-55;
- Dodge WC-56;
- Dodge WC-57;
- Dodge WC-58;
- Dodge WC-59;
- Dodge WC-60;
- Dodge WC-61;
- Dodge WC-62;
- Dodge WC-63.